# 331. pr. Kr.
◄ | 5. stoljeće pr. Kr. | 4. stoljeće pr. Kr. | 3. stoljeće pr. Kr. | ►
◄ | 360-ih pr. Kr. | 350-ih pr. Kr. | 340-ih pr. Kr. | 330-ih pr. Kr. | 320-ih pr. Kr. | 310-ih pr. Kr. | 300-ih pr. Kr. | ►
◄◄ | ◄ | 334. pr. Kr. | 333. pr. Kr. | 332. pr. Kr. | 331 pr. Kr. | 330. pr. Kr. | 329. pr. Kr. | 328. pr. Kr. | ► | ►►
Astronomija

## Događaji
- Aleksandar Veliki je u Egiptu osnovao novu prijestolnicu Aleksandriju.
- Bitka kod Gaugamele Aleksandar Veliki je porazio Darija III i osvojio Perzepolis.
- Antipater Makedonac je porazio Agisa III, Spartanskog kralja u Bitci kod Megapolisa.